# Marco Denevi
Pour les articles homonymes, voir Denevi.
Marco Denevi (Saenz Peña, 12 mai 1922 - Buenos Aires, 12 décembre 1998) est un écrivain argentin.

## Biographie
Élevé dans un milieu nanti, il apprend à lire et à jouer du piano dès son plus jeune âge. Il termine ses études collégiales en 1939, puis entreprend des études en Droit qu'il ne termine qu'en 1956. Bien qu'avocat de formation, il préfère mener une carrière en journalisme. Il s'intéresse aussi au théâtre, sans parvenir à faire jouer ses premières pièces. Il se tourne alors vers la prose.
Son premier roman, Rosaura vient à dix heures (Rosaura a las Diez), publié en 1955, est un succès de librairie. Sur une intrigue faussement policière, le roman met en scène la médiocre humanité régnant dans une petite pension de famille. Le récit, qui témoigne de l'influence de l'auteur britannique Wilkie Collins qu'admire Marco Denevi, sera adapté par l'auteur à la scène, puis connaît des adaptations au cinéma et à la télévision.
En 1960, sa nouvelle policière Cérémonie secrète (Ceremonia secreta) remporte un prix et sert de base au scénario, signé George Tabori, du film homonyme : Cérémonie secrète (Secret Ceremony), un film britannique réalisé par Joseph Losey en 1968, avec Elizabeth Taylor,  Mia Farrow et Robert Mitchum.
Il est également l'auteur d'essais, tel que República de Trapalanda (1989), et de pièces de théâtre.
Il est enterré dans le Cimetière de Recoleta à Buenos Aires (Argentine).

## Œuvre

### Romans
- Rosaura a las Diez (1955) Publié en français sous le titre Rosaura vient à dix heures, traduit par Jean-Jacques Villard, Paris, Albin Michel, coll. « Les Grandes Traductions », 1968 ; réédition dans une nouvelle traduction de Jean-Marie Saint-Lu, sous le titre Rosa, ce soir, Paris, J. Losfeld, 1997  (ISBN 2-909906-91-4)
- Los expedientes (1957)
- El cuarto de la noche (1962)
- Falsificaciones (1966)
- Un pequeño café (1966)
- Parque de diversiones (1970)
- Hierba del cielo (1972)
- Los asesinos de los días de fiesta (1972)
- Música de amor perdido  (1990) Publié en français sous le titre Musique d'amour perdu, traduit de l'espagnol par Jean-Marie Saint-Lu, Paris, J. Losfeld, 2000  (ISBN 2-84412-038-5)
- El amor es un pájaro rebelde (1993)

### Nouvelles et recueils de nouvelles
- Ceremonia Secreta (1960) Publié en français sous le titre Cérémonie secrète, traduit de l'espagnol par Jean-Marie Saint-Lu, Paris, J. Losfeld, 1999  (ISBN 2-84412-008-3)
- El jardín de las delicias : mitos eróticos (1992)
- Cartas peligrosas y otros cuentos (1999)

### Pièces de théâtre
- Los expedientes (1957)
- El emperador de la China (1959)
- El cuarto de la noche (1962)
- Los perezosos (1970)
- El segundo círculo o El infierno de la sexualidad sin amor (1970)
- Un globo amarillo (1970)
- Fatalidad de los amantes (1974)

### Essais
República de Trapalanda (1989)

## Adaptations
- 1958 : Rosaura à dix heures (Rosaura a las 10), film argentin réalisé par Mario Soffici, d'après le roman et la pièce homonymes, avec Susana Campos
- 1960 : Los acusados, film argentin réalisé par Antonio Cunill Jr., d'après la nouvelle homonyme, avec Mario Soffici
- 1968 : Cérémonie secrète (Secret Ceremony), film britannique réalisé par Joseph Losey, scénario de George Tabori inspiré de la nouvelle homonyme, avec Elizabeth Taylor,  Mia Farrow, Robert Mitchum et Peggy Ashcroft